# Kamal Muara
Kamal Muara is een kelurahan in het onderdistrict Penjaringan in het noorden van Jakarta, Indonesië. De wijk telt 14.909 inwoners (volkstelling 2010).